# Іджипт (Арканзас)
Іджипт (англ. Egypt) — місто (англ. town) в США, в окрузі Крейггед штату Арканзас. Населення — 113 особи (2020).

## Географія
Іджипт розташований за координатами 35°52′5″ пн. ш. 90°56′46″ зх. д. / 35.86806° пн. ш. 90.94611° зх. д. (35.867942, -90.946034).  За даними Бюро перепису населення США в 2010 році місто мало площу 0,90 км², уся площа — суходіл.

## Демографія
Згідно з переписом 2010 року, у місті мешкало 112 осіб у 42 домогосподарствах у складі 32 родин. Густота населення становила 124 особи/км².  Було 61 помешкання (68/км²). 
Расовий склад населення:
| - 100,0 % — білих |

До двох чи більше рас належало 0,0 %. Іспаномовні складали 0,0 % від усіх жителів.
За віковим діапазоном населення розподілялося таким чином: 28,6 % — особи молодші 18 років, 48,2 % — особи у віці 18—64 років, 23,2 % — особи у віці 65 років та старші. Медіана віку мешканця становила 38,0 року. На 100 осіб жіночої статі у місті припадало 103,6 чоловіків;  на 100 жінок у віці від 18 років та старших — 105,1 чоловіків також старших 18 років.
Середній дохід на одне домашнє господарство  становив 44 720 доларів США (медіана — 38 393), а середній дохід на одну сім'ю — 40 235 доларів (медіана — 36 250). 
Цивільне працевлаштоване населення становило 42 особи. Основні галузі зайнятості: освіта, охорона здоров'я та соціальна допомога — 42,9 %, публічна адміністрація — 14,3 %, сільське господарство, лісництво, риболовля — 14,3 %.